# Mérida Open
Mérida Open, cunoscut și sub numele de Mérida Open Akron din motive de sponsorizare, este un turneu de tenis feminin desfășurat în Mérida, Mexic. Prima ediție are loc în februarie 2023. Mérida Open face parte din Circuitul WTA și este listat ca un turneu WTA 500 din 2025. Turneul a fost introdus în 2023 ca înlocuitor pentru Abierto Zapopan.
Turneul are loc la Yucatán Country Club pe terenuri dure în aer liber.

## Rezultate

### Simplu
| An          | Campioană     | Finalistă        | Scor               |
| ----------- | ------------- | ---------------- | ------------------ |
| 2023        | Camila Giorgi | Rebecca Peterson | 7–6(7–3), 1–6, 6–2 |
| 2024        | Zeynep Sönmez | Ann Li           | 6–2, 6–1           |
| ↓ WTA 500 ↓ |               |                  |                    |
| 2025        | Emma Navarro  | Emiliana Arango  | 6–0, 6–0           |

### Dublu
| An          | Campioane                    | Finaliste                       | Scor          |
| ----------- | ---------------------------- | ------------------------------- | ------------- |
| 2023        | Caty McNally Diane Parry     | Wang Xinyu Wu Fang-hsien        | 6–0, 7–5      |
| 2024        | Quinn Gleason Ingrid Martins | Magali Kempen Lara Salden       | 6–4, 6–4      |
| ↓ WTA 500 ↓ |                              |                                 |               |
| 2025        | Katarzyna Piter Mayar Sherif | Anna Danilina Irina Khromacheva | 7–6(7–2), 7–5 |